# Schweinfurt
Schweinfurt járásszabad város Németországban, Bajorországban.
Lakossága 2007-es adatok szerint: 53 481 fő. Jelentős számú török és orosz lakossággal rendelkezik. Schweinfurt a harmadik legnagyobb város Würzburg és Aschaffenburg után Alsó-Frankföldön. A város mottója: Ipar és művészet.

## Nevének eredete
971 óta ismerjük a  Swinfurt helységnevet, amely folyamatosan változott: Suinuurde, Suinfurte, Swinvordi, Sweinvort, Sweinfurt és végül Schweinfurt.
A város neve szó szerinti fordításban Disznógázló. A  városban nagyon sok helyen található disznót ábrázoló szobor. Ezeket általában cégek helyezik ki, a cégre jellemző egyenruhában, viseletben.

## Fekvése
Schweinfurt Bajorország északi részén található, Alsó-Frankföld (kormányzati) kerületben. A Majna partján fekszik, Würzburgtól mintegy 30 km-re. A lakóövezetek a város északnyugati (Bergl), északi (Haard, Hochfeld, Steinberg, Eselshöhe) és északkeleti (Deutschhof) részén találhatóak. Az ipari területek a város nyugati, délnyugati részein találhatóak. Schweinfurtnál fordul a Majna általános kelet-nyugati folyásiránya elsőként délre. Ez az úgy nevezett Majnaháromszög (Maindreieck).

## Népesség
| Lakosok száma | 36 336 | 58 446 | 56 164 | 52 098 | 51 851 | 51 969 | 52 724 | 54 032 | 53 585 | 55 067 |
|               | 1925   | 1970   | 1975   | 2012   | 2013   | 2015   | 2016   | 2019   | 2021   | 2023   |

## Városrészei
| - Altstadt (több 1200 éves) - Bergl (1951 óta) - Deutschhof (1970 óta) - Eselshöhe (1984 óta) - Gartenstadt | - Haardt (1967 óta) - Hafen (1963 óta) - Hainig - Hochfeld (1952 óta) - Höllental | - Innenstadt - Maintal (1995 óta) - Musikerviertel - Oberndorf (több mint 1200 éves, 1919 eingemeindet) - Steinberg (1952 óta) - Amerikai hadsereg által használt terület: Askren Manor, Yorktown Village |

## Közlekedés
Csak autóbuszforgalom. Villamos, illetve földalatti nincs. A legtöbb buszvonal végállomása a Roßbrunnon található. Érdekesség, hogy a Roßbrunn leginkább egy sétálóutcára hasonlít, de mégsem forgalom elől elzárt terület. Több vasúti megállóhely közül csak a főpályaudvar használatos a városok közötti utazásnál, a Schweinfurt-Hauptbahnhof. Ezenkívül rendelkezik még két kisebb vasútállomással, de azokat csak a helyközi járatok használják.

## Politika
A legerősebb politikai erő 40 éven át az SPD volt. Hosszú időn át abszolút többségben voltak a városi tanácsban. 1920 és 1933 között illetve 1946-tól 1992-ig ők adták a polgármestert is.
A városi képviselőtestületben 44 képviselő kap helyet (2014-2020), a következő megoszlás szerint:
- CSU 21
- SPD 10
- Schweunfurter Liste 3 (schweinfurti lista)
- Die Linke 3 (baloldali párt)
- Szövetség ’90/Zöldek 3 (Bündnis 90/Die Grünen)
- Pro Schweinfurt 2
- FBU 2
- Republikánusok 1 (Die Republikaner)
- FDP 1 (egyéni képviselő)

## Története
791-ből származik az első említése mint Swinfurt illetve Suinfurtero.
A város 1240 és 1250 között először pusztult el. Birodalmi szabadvárosi státuszát először 1254-ben említik. A város 1542-ben tért át a protestáns vallásra. 1554-ben második alkalommal is elpusztult (csak a városháza maradt meg). 1627 és 1650 között, a harmincéves háború alatt csapatok (pl. svédek) többször is átvonultak a városon. 1652-ben került sor a Leopoldina akadémia megalapítására.
1803-ban a birodalmi főrendi határozat (Reichsdeputationshauptschluss) alapján a település a bajor választófejedelemséghez csatlakozott. A város 1810 és 1814 között a Würzburgi Nagyhercegséghez tartozott, majd 1814-ben véglgesen a Bajor Királysághoz csatolták. A Bamberg felől Würzburg irányába haladó vasútvonal 1852-ben érte el a települést, majd 1854-ben Bad Kissingen és Meiningen felé is kiépült a schweinfurt–meiningeni vasútvonal.
- 1872: a Kugelfischer cég megalapítása.

## Oktatás
- - Alexander-von-Humboldt-Gymnasium Schweinfurt
  - Celtis-Gymnasium
  - Olympia-Morata-Gymnasium
  - Walther-Rathenau-Gymnasium
  - Privates Lyzeum der Republik Griechenland
- Bayernkolleg Schweinfurt
- Friedrich-Fischer- Állami szakiskola
- Fachhochschule Würzburg-Schweinfurt – Műszaki Főiskola Würzburg-Schweinfurt, Schweinfurti részleg

## Gazdaság
Schweinfurt Alsó-frankföld gazdasági központja, több mint 48 000 munkahellyel. Schweinfurtba naponta akár 40 km távolságról is járnak be dolgozni.

## Kultúra és látnivalók

### Színház
- Schweinfurti városi színház
- Babaszínház név nélkül
- Kultúrműhely diszharmónia
- Hans Sachs Gruppe

### Múzeumok
- Georg Schäfer múzeum

A múzeum a legfontosabb 19. századi német festők képeit állítja ki magánygyűjteményből.
- Otto Schäfer múzeum
- Régi gimnázium múzeuma

## Ismert emberek

### Fontosabb személyek, akik a városban születtek
- Itt született Mechwart András,

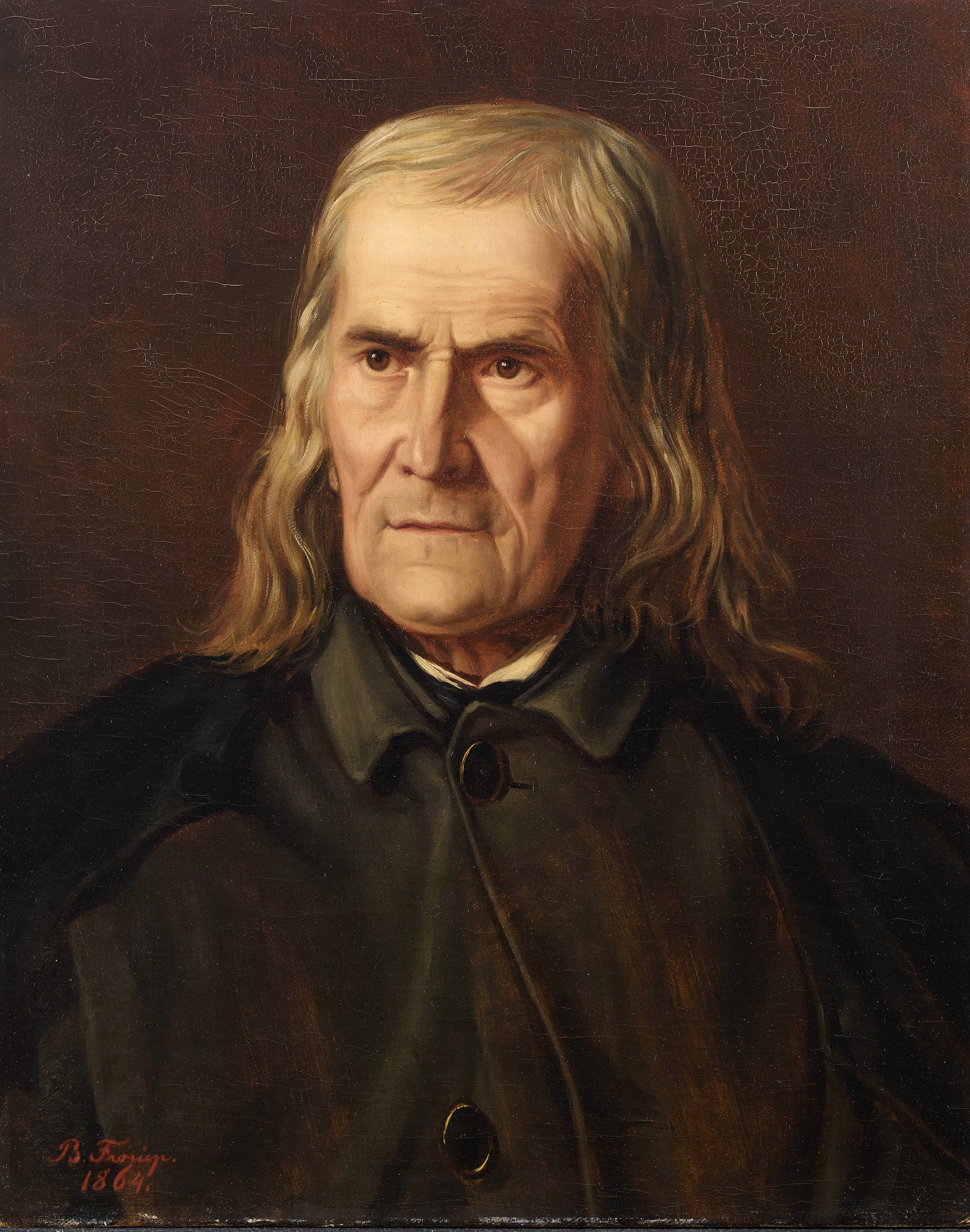
Friedrich Rückert

- Heinrich Salmuth (1522. március 2.; † 1576. március 20.) , teológus
- Johann Lorenz Bausch (1605. szeptember 30. -  1665. november 17.), gyógyszerész
- Johann Lorenz Bach (1695. szeptember 10. – 1773. december 14.), zeneszerző
- Johann Elias Bach (1705. február 12. -  1755. november 30.), zeneszerző
- Margarethe Geiger (1783; † 1809. szeptember Bécs), festő, grafikus
- Friedrich Rückert (1788. május 16. -  1866. január 31.), költő
- Philipp Moritz Fischer (1812 -  1890), feltaláló
- Carl Christian Giegler (más néven Giegler Pascha (1844 – 1921), távközlési mérnök,  szudáni nagykövet
- Friedrich Fischer (1849. március 19. – 1899. október 2.) feltaláló,
- Itt született 1862-ben Thoedor Fischer építész